# Вашкэу
Вашкэу (рум. Vașcău, венг. Vaskoh) — город в Румынии в составе жудеца Бихор.

## История
Люди проживали в этих местах со времён палеолита.
Впервые этот населённый пункт упоминается в документе 1552 года под названием «Nagykoh(ó)».
В 1784 году эти места затронуло восстание Хории, Клошки и Кришана.
В 1956 году Вашкэу получил статус города.